# Ломакин, Анатолий Геннадьевич
Анато́лий Генна́дьевич Лома́кин (род. 30 июня 1952, Гродно) — частный инвестор, предприниматель, бывший генеральный директор ЗАО «Международная калийная компания», бывший член Совета Международной ассоциации удобрений IFA (Франция), бывший член Комитета по производству и международной торговле IFA, доктор экономических наук, с августа 2012 до февраля 2013 – депутат Государственной думы в составе комитета по финансовому рынку..

## Биография
Анатолий Ломакин родился 30 июня 1952 года в городе Гродно Белорусской ССР.
В 1975 году окончил Московский государственный институт международных отношений.
В 1980-е работал в одном из подразделений Союзпромэкспорта.
Работал в Торговом представительстве СССР в Дании.
С 1985 по 1989 год — коммерческий директор фирмы «Фершимекс» в Бельгии.
Занимал пост директора фирмы «Калий» ВАО Агрохимэкспорт».
В 1992 году была создана Международную калийную компанию (МКК), объединившая крупнейших российских производителей калийных удобрений, а также «Беларуськалий». На момент создания компания занималась сбытом продукции «Сильвинита», «Уралкалия» и «Беларуськалия».
В 1994 году стал генеральным директором ЗАО «Международная калийная компания».
В начале 2000-х годов «Уралкалий» и «Беларуськалий» отказались от услуг МКК, сочтя, что трейдер дискриминирует их в пользу «Сильвинита».
С 2005 года Международная калийная компания экспортировала только продукцию «Сильвинита» (сбывала три четверти продукции «Сильвинита»).
В 2005 году стал соучредителем компании «Инвестстрой», инвестирующей в строительство жилья в Калининграде, Нижнем Новгороде, Санкт-Петербурге и Москве.
19 октября 2009 года сообщалось, что Анатолий Ломакин вошёл в состав Попечительского совета МГИМО.
В 2010 году продал принадлежавшие ему акции ОАО «Сильвинит» группе частных инвесторов.
В августе 2012 года стал депутатом Государственной думы VI созыва от партии «Единая Россия»
В феврале 2013 года подал на рассмотрение заявление о досрочном сложении с себя полномочий депутата. Официальная причина — «по состоянию здоровья». По мнению политолога Евгения Минченко, уход нескольких депутатов из Госдумы связан со внесённым Владимиром Путиным законопроектом, который запрещает чиновникам иметь банковские счета за рубежом. Освободившийся мандат перешел Григорию Куранову.
С 2013 года – частный инвестор.

## Семья
Женат, двое детей.

## Состояние
По данным, полученным Forbes, к началу 2023 года совокупные активы Ломакина не превышали $1 млрд.
По состоянию на 2011 год Ломакину принадлежали доли в ОАО «Уралкалий», ЗАО «Сотрудекс», Лемпира СА, ООО «Технопром-Лимен», Синда Экспортасионес, ООО «Андерфилд Сервис Лимитед», ООО «Самелберг Энтерпрайсес Лимитед».